# Стрельбин, Игорь Сергеевич
И́горь Серге́евич Стре́льбин (16 сентября 1974, Брянск — 3 января 2018, там же) — российский футболист, полузащитник.

## Карьера
Профессиональную карьеру начинал в 1992 году в брянском «Динамо», за которое выступал на протяжении семи сезонов. В 1999 году играл за другой брянский клуб, выступающий во Втором дивизионе «Спартак-Пересвет». В 2000 году выступал за «Краснознаменск». В 2004 году играл за казахстанский клуб «Яссы» из города Сайрам, за который провёл 25 матчей. С 2005 по 2006 годы выступал в команде Первого дивизиона «Динамо» Махачкала, однако после того как клуб лишился профессионального статуса, перебрался в пятигорский «Машук-КМВ». Второй круг сезона 2007 года был в «Атырау», проведя за клуб 8 матчей, забив один мяч. В 2008 году выступал за мурманский «Север». В 2010 году играл за пензенский «Зенит», в декабре того же года из-за финансовых трудностей клуба покинул команду.